# Cime de Tavels
La cime de Tavels est un sommet de la crête frontière entre la France et l'Italie. Elle domine la station d'Isola 2000, dans le département des Alpes-Maritimes.

## Toponymie
Le toponyme Tavels dérive de l'occitan tavèu, sémantiquement lié au latin tavella, et traduit la présence d'un verrou (ou pile, tas) fermant une vallée.

## Géographie
La cime de Tavels domine la station de sports d'hiver d'Isola 2000, qui se trouve au sud-ouest. La cime de Tavels se situe donc au sud du mont Malinvern et domine les lacs de Terre Rouge, à l'ouest. Au sud se trouve la tête de la Costasse (2 710 m) et à l'est, la cime de la Lause (2 805 m). D'un point de vue géologique, la cime de Tavels est constituée de granite.

## Histoire
La première ascension documentée, qui est également la première ascension hivernale, emprunte l'arête est, et est effectuée par Victor de Cessole, J. et J-B. Plent le 12 février 1898.

## Accès
L'itinéraire de la voie normale démarre de la station d'Isola 2000. Il remonte jusqu'aux lacs de Terre Rouge, puis se dirige vers l'est jusqu'à la baisse de Druos. L'itinéraire remonte ensuite l'arête est jusqu'au sommet.